# Хасселвуд
Хасселвуд (англ. Hasselwood Rock) — чрезвычайно малый, необитаемый островок-скала в Северном Атлантическом океане.

## География и геология
Хасселвуд — это один из трёх осколков суши (вместе с островом Роколл и Хеленс-рифом) находящихся на мелководье подводной банки Роколл («Rockall Bank») и возвышающихся на подводном плато Роколл («Rockall Plateau»). Хасселвуд находится всего примерно в 160—200 метрах к северу от скалистого Роколла. А в двух километрах (1,2 мили) к северо-востоку на этой же подводной банке находится ряд других скал, составляющих Хеленс-риф (Helen’s Reef).
В настоящее время Хасселвуд лишь немного выступает из воды на переднем плане Роколла, узнаваемый по набегающим бурунам волн. Во время отлива Хасселвуд выступает из воды только на 1 метр (3 фута). Также он обнажается и при сильном ветре, а в другое время — чаще всего затоплен, и тогда видны только его прибойные волны. Диаметр этого островка составляет 13 метров (43 фута), а площадь около 130 (1400 квадратных футов) или даже 300 метров..
Геологический состав Хасселвуда неизвестен. Его вершина — надводная часть разрушенного конуса потухшего вулкана. На Хасселвуде нет источников пресной воды, и он непригоден для жизни.

## История
Остров-скала носит имя капитана дальнего плавания Хасселвуда, открывшего его в 1812 году. Высадки людей сюда не были зафиксированы.
17 апреля 1824 года у Хасселвуда затонула парусная бригантина «Елена» («Helen») из восточно-шотландского города Данди, направлявшаяся в город Квебек. После двенадцати часов борьбы за то, чтобы удержать судно на плаву возникли трудности со спуском лодок на воду. И тогда экипаж оставил утонуть большинство пассажиров, в том числе семь женщин и шестеро детей.
После этого, безымянный ранее риф, расположенный северо-восточнее, стали называть в память гибели этого судна Хеленс-рифом.
28 июня 1904 года датский пароход «Норвегия» («Norge»), следовавший из Копенгагена через Осло в Нью-Йорк, налетел в туманную погоду на камни недалеко от Роколла и Хасселвуда — около Хеленс-рифа, где и затонул в течение 20 минут. На лайнере находились 795 человек (727 пассажиров и 68 членов экипажа), причём среди пассажиров третьего класса было 296 норвежцев, 236 россиян, 79 датчан, 68 шведов и 15 финнов. В результате этого кораблекрушения погибли 635 человек. На сегодняшний день это самая серьезная авария на судне в Северной Атлантике.
В данный момент Роколл, Хасселвуд и Хеленс-риф являются частью Великобритании. Соединённое Королевство утвердило свой суверенитет над ними ещё с 1955 года. В сентябре этого года[прояснить] британское правительство отправило на Роколл группу военных, установивших здесь мемориальную доску и флаг Великобритании. А парламентским Законом об острове Роколл 1972 года он и другие скалы были присоединены к гражданскому округу шотландского острова Харрис (тогда находящегося в составе графства Инвернессшир, позднее ставшего частью Хайленда). Теперь это часть территории округа Шотландии Внешние Гебридские острова.
Соответственно Великобритания заявила и о своих правах на 12-мильную зону территориальных вод Роколла (включая скалы Хасселвуд и Хеленс-риф). Однако всё это было оспорено Ирландией, Данией (владеющей Фарерскими островами) и Исландией, также объявивших свои территориальные претензии на эту богатую рыбными ресурсами и нефтяными запасами шельфа область. Но в 2014 году этот территориальный спор со стороны Ирландии был разрешен в пользу Великобритании.